# Onde (film 2005)
Onde è un film italiano del 2005 diretto da Francesco Fei, all'esordio sul grande schermo. Le onde del titolo fanno riferimento a quelle del Mar Ligure.

## Trama
A Genova si consumano le tormentate vite di due esseri umani solitari, accomunati da una profonda infelicità e da un handicap fisico; Francesca è una ragazza con una voglia violastra sulla guancia sinistra, Luca è un musicista cieco che collabora con Alex, un tipo stravagante e fuori dagli schemi. L'incontro tra Francesca e Luca all'acquario di Genova darà vita ad un'intensa ma faticosa storia d'amore.

## Critica
- Onde è un esordio sorprendente.[1] Massi Ferramondo per Rolling Stone.
- Un esordio anomalo con una colonna sonora tra le più originali e innovative dell'ultimo cinema italiano.[2] Il dizionario Morandini, che assegna al film tre stelle su cinque di giudizio.